# Powiat Chełmski
Der Powiat Chełmski ist ein Powiat (Kreis) in der polnischen Woiwodschaft Lublin. Der Powiat hat eine Fläche von 1779,64 Quadratkilometern, auf der 74.257 Einwohner leben. Die Bevölkerungsdichte beträgt 42 Einwohner auf einem Quadratkilometer (2004).

## Gemeinden
Der Powiat umfasst fünfzehn Gemeinden, davon eine Stadtgemeinde, zwei Stadt-und-Land-Gemeinden und zwölf Landgemeinden.

### Stadtgemeinde
- Rejowiec Fabryczny

### Stadt-und-Land-Gemeinden
- Rejowiec
- Siedliszcze

### Landgemeinden
- Białopole
- Chełm
- Dorohusk
- Dubienka
- Kamień
- Leśniowice
- Rejowiec Fabryczny
- Ruda-Huta
- Sawin
- Wierzbica
- Wojsławice
- Żmudź